# Ash Springs
Ash Springs, miasto w Dolinie Pahranagat na terytorium hrabstwa Lincoln w Nevadzie. Podstawą przemysłu są rancza i turyści, których przyciągają ciepłe wiosny.